# 신시내티 노면전차
신시내티 노면 전차(Cincinnati streetcars)는 20세기로 넘어갈 무렵 신시내티의 주요한 대중교통 수단이었던 과거의 노면 전차와, 2008년 4월 23일에 건설 계획을 승인하여, 2016년 9월 9일에 개통한 새 노면 전차 노선을 이르는 말이다. 과거의 노면 전차는 1951년에 이미 철거되었으며, 새 노면 전차에 대해서는 2007년에 시 정부에서 편익이 있는지 진단하는 연구를 시행한 일이 있다.

## 과거의 노면 전차

### 케이블카의 도입

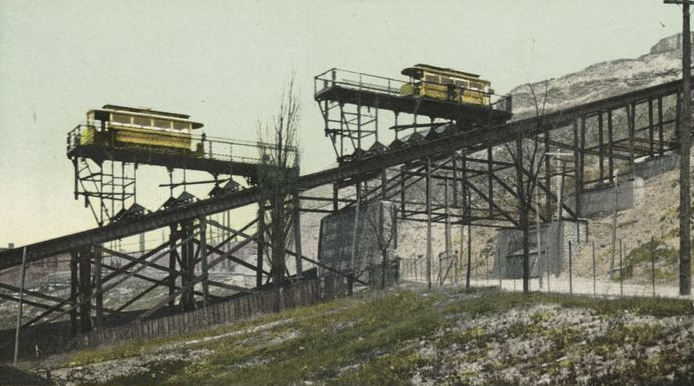
케이블카가 노면전차를 가파른 언덕 위로 올리기 위하여 사용되었다.

신시내티의 첫 정착민들은 넓고 평평한 분지에 정착촌을 건설하였는데, 이 지역은 오늘날 신시내티 도심과 오버 더 라인(Over-the-Rhine)과 웨스트 엔드(West End)를 아우르는 지역이다. 1850년대 무렵 시의 인구가 분지 지역이 수용하기에는 너무 많아져, 주민들이 도시를 둘러싼 언덕으로 이주하기 사작하였다. 그 무렵에는 마차가 주요한 대중교통 수단이었으나, 말이 지쳐 쓰러지고 언덕들이 날씨가 나쁠 때에는 오를 수 없다는 것 때문에 부적합했다. 신시내티나 샌프란시스코처럼 언덕이 많은 지형을 지닌 도시들은 케이블카를 도입하였는데, 이는 케이블카가 마차보다 더 빠르고 신뢰할 만하기 때문이었다.
신시내티의 첫 케이블카 노선은 길버트 애버뉴(Gilbert Avenue)와 마운트 오번(Mount Auburn)과 바인 스트리트(Vine Street)에 있었다. 케이블카는 객차가 거리 아래에 숨겨진 지속적으로 움직이는 케이블이 견인해야 했다. 전기를 동력으로 하는 차량이 케이블카보다 더 저렴하고 신뢰할 만한 것으로 증명되자, 케이블카는 점차 (전차로) 교체되어야 했다. 결국 1887년 8월 17일에 처음으로 노면 전차가 소개되고 기존의 케이블카는 노면 전차로 대체되거나 폐기되었다.

### 노면 전차의 도입

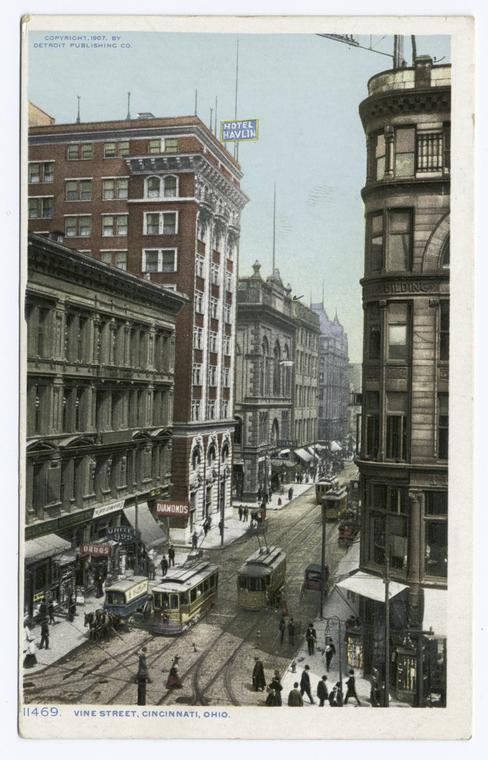
노면 전차 차량 4대가 바인 스트리트(Vine Street)를 달리고 있는 모습, 1907년 경.

노면 전차의 노선망은 점차 확대되어 357km의 전차 선로가 신시내티와 켄터키 북부 지역에 걸쳐 있게 되었다. 수십 년동안 신시내티의 노면 전차는 지속적으로 1년에 1억 명 이상의 승객을 수송하였다. 대조적으로 2000년에는 약 2500만 명의 승객이 신시내티의 노선 버스를 이용하였다.
노면 전차는 신시내티의 케이블카 노선들을 연결하기 위하여 사용되었는데, 이 네 노선은 마운트 애덤즈 케이블카와 마운트 오번 케이블카(Mount Auburn Incline)와, 벨러뷰 케이블카(Bellevue Incline)과 페어뷰 케이블카(Fairview Incline)였다. 페어뷰 케이블카를 제외하고 이 노선들은 원래 마차가 다니다가 나중에 노면 전차가 다니도록 설비한 노선들이었다. 전차는 케이블카 승강장으로 이동하였는데, 이 승강장은 평평하고 선로를 갖추었으며 대개는 고가 전차선을 갖추었다. 승강장은 고유의 선로로 달렸는데, 이는 전차를 태운 채로 언덕 위까지 케이블로 끌어올렸다. 정상에 도착하면 전차는 그저 승강장을 빠져 나와 고정된 선로로 시내의 도로를 따라 달리면 되었다.

### 폐지
노면 전차는 계속 신시내티의 주요한 대중교통 수단으로 남아 있었으나 자동차가 인기를 끌자 승객 수가 줄게 되었다. I-71과 I-75 고속도로가 1940년대에 개통되면서 시민들은 더 넓은 땅을 점유하고 여전히 편리하게 도시로 운전하여 그 혜택을 누릴 수 있었다. 전차는 버스와 트롤리 버스의 인기에 밀려 단계적으로 철수되었으며, 결국 1951년 4월 29일에 마지막 노면 전차가 운행을 마쳤다.
한편 마운트 애덤즈 케이블카는 1948년에 폐지되었는데, 이는 수리를 위한 정기 검사에서 밑을 받치는 나무기둥이 심각하게 부패한 것이 드러났기 때문이었다. 이는 케이블카로서는 치명타로서, "보기 흉하고" 비용이 비싸며 방해가 되고 자동차에 비하여 쓸모가 없다는 항의가 잇따랐다. 폐업하였을 당시 마운트 애덤즈 케이블카는 신시내티에서 가장 인기가 있는 관광 명소였다.
신시내티 시는 노면 전차와 케이블카를 폐지함으로써 잠재적인 관광 수익을 생각하지 못했다는 비판을 받았다. 1947년에 샌프란시스코의 케이블카가 비슷한 이유로 폐지될 위기에 처하였다. 샌프란시스코 시의 케이블카를 새로운 "슈퍼 버스"로 대체할 계획이 실행되었으나, 주민투표 때문에 케이블카는 폐지되지 않았다. 오늘날 샌프란시스코의 케이블카는 시의 관광 산업에 필수적이며, 1년에 750만 명의 승객을 태우고, 2000만 달러가 넘은 운임 수익을 창출한다. 신시내티의 시장 마크 멀로리(Mark Mallory)는 노면 전차의 지지자로서, 새 노면 전차 제안이 충분히 성공적이라면 하나 이상의 케이블카 노선을 다시 설치할 수 있음을 인정하였다. 도시는 여전히 예전에 케이블카가 설치된 곳의 선로부지를 보유하고 있다.

## 현대의 노면 전차 계획

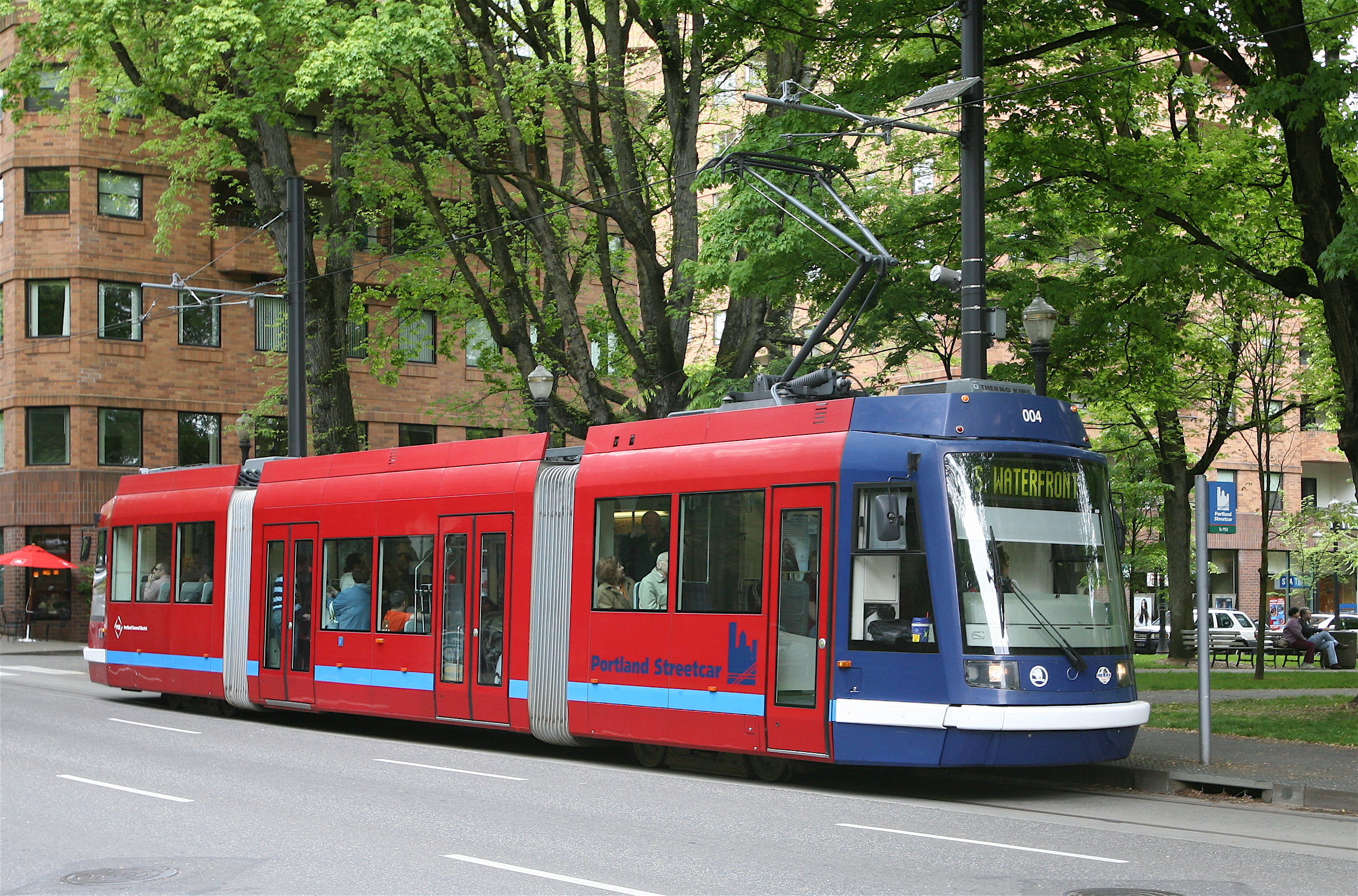
신시내티의 계획은 오리건주 포틀랜드의 전차를 본뜬 것이다.

노면 전차는 오버 더 라인(Over-the-Rhine)과 신시내티 도심과 신시내티 대학교 주위의 외곽 택지 지역의 주택 공급과 개발을 활성화할 방법으로 생각되었다. 노면 전차 계획의 기본적인 목표는 대중교통을 기초로 한 개발을 이루려는 것이다.
20세기 말 오버 더 라인은 도심 가까이에 있으며, 미국에서 가장 심하게 경제적 고통을 겪는 지역들 중 하나였다. 오버 더 라인의 불안정성은 신시내티의 중심 업무 지구의 성장과 투자를 방해하였으며, 이는 결국 전체 지역의 건강에 영향을 미치게 되었다. 이상적으로는 노면 전차가 연선 지역에 사는 도심과 교외의 노동자 수요를 창출하고, 경제적으로 자극을 주어 지역을 발전시키고, 지역 거주민들과 관광객들에게 이동 수단을 제공할 것이다. 노면전차는 신시내티 시의 방대한 2002년의 교통 계획, 메트로무브즈에 등장하였으나, 주민투표에 부쳐져 무산되었다. 2010년 7월 시 정부가 연방정부로부터 2500만 달러의 예산을 승인받음으로써, 노면 전차를 가까운 미래에 건설하는 것이 거의 확실해졌다.

### 예비 타당성 조사
예비 타당성 조사는 2007년에 완료되었으며, 이는 강변 지구(The Banks)에서 출발하여 도심과 오버 더 라인을 지나는 환상선(環狀線)에 중점을 둔 것이었다. 연구 결과에 따르면 노면 전차를 설치함으로써 신시내티 시가 얻게 되는 편익은 다음과 같다.
- 약 3400 채의 주택이 새로 건설되어 3400만 달러의 재산세 수익이 추가로 발생하며, 이렇게 늘어난 주민들로부터 1700만 달러의 소비 활동이 발생한다.[2]

- 연선으로부터 400m 이내의 지역에 0.39km2 면적의 주차장이 도심과 오버 더 라인 지역에 걸쳐 있는데[2] 이를 재개발하면 잠재적으로 3787채의 주택이나 약 0.69km2의 상업·사무·호텔 용지가 발생할 것으로 추정된다.[2] 이 부지에서는 5400만 달러에서 1억 9300만 달러의 개발 가치가 발생하는데, 적게 잡아도 1년에 1억 1200만 달러는 예상된다.[2]

- 10년간 늘어나는 전체 재산세 가치 3억 7900만 달러와 재개발 가치 14억 8000만 달러를 합하면, (적게 잡아도) 19억 1100만 달러의 이익을 얻는 것과 같게 된다.[2]

이 조사의 결론은 도심과 오버 더 라인의 편익·비용 비율이 15.2:1이 된다는 것인데, 이는 1달러를 신시내티 시가 지출하면 15달러 20센트를 그 대가로 얻는다는 것을 의미한다. 신시내티 대학교는 조사 결과를 검토하여 "이윤과 승객 수와 경제 개발에 대한 추정치"가 "믿을 만한 것"임을 확인하였다.
예비 조사의 전망에 따르면 노면 전차가 2010년에 개통하면 평일에는 하루에 대략 4600명의 승객을 노선의 도심과 오버 더 라인 지역에서 창출할 것이라고 한다. 시의 대표들에 따르면 2%의 도심 근로자와 2%의 회의 참석자와 2%의 오버 더 라인 거주자만 노면전차를 타도 1일 승객 탑승 수를 충족할 것이라고 한다. 2015년에는 대략 6400명의 승객이 주중 하루에 노면 전차를 탈 것으로 예상된다. 외곽 주거지를 지나는 노선을 이용할 승객의 수는 이 연구 결과에 포함되지 않았다.
이 조사는 또한 노면 전차가 다음과 같은 네 가지 중요한 경제적 효과가 있을 것이라고 주장하였다.
1. 소비자 기반과 소비자의 접근성 때문에 기존의 업무 지구가 확장됨.
2. 기존 부동산의 거래가가 상승함.
3. 주차 공간이 덜 필요한, 대중교통을 기초로 한 발전의 기폭제가 됨.
4. 걸을 수 있는 환경을 조성하여 주변 지역을 뒷받침함.

### 노선

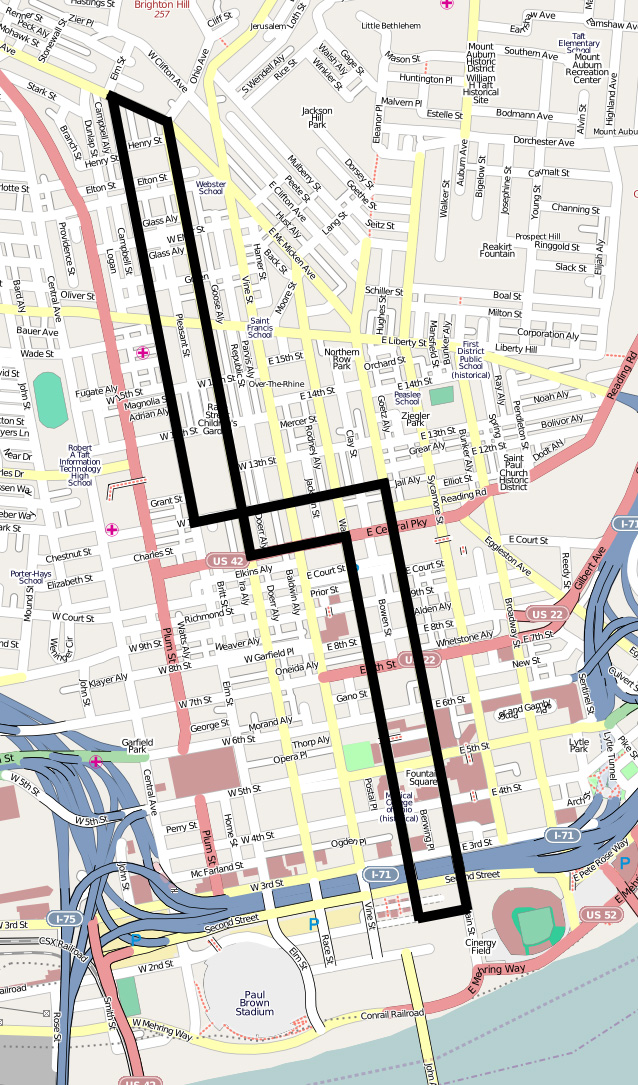
신시내티 도심과 오버 더 라인을 지날, 가장 가능성 있는 노면 전차 노선. 외곽 지역 노선은 포함되지 않았음.

새 노면 전차 노선은 신시내티의 여러 명소와 업무 지역과 0.37km2 면적의 주차장과 버려지거나 충분히 활용되지 않는 건물들을 잇게 된다. 시의 대표에 따르면 주차장이 철거되면서 건물들은 "재개발이 무르익을 것"이라고 한다.
노면 전차의 경로는 다음과 같다.
- 2번가 근처의 프리덤 웨이(Freedom Way)에서 시작하여 북쪽으로 메인 스트리트(Main Street)를 따라 오버 더 라인의 12번가까지 진행한다.
- 12번가에서 서쪽으로 방향을 튼 뒤 엘름 스트리트(Elm Street)까지 진행하여 북쪽으로 방향을 튼다.
- 맥미큰 애버뉴(McMicken Avenue)까지 북쪽을 향하여 진행하는데, 그 지점에서 남동쪽으로 방향을 틀어 짧은 거리를 이동한 뒤, 남쪽으로 레이스 스트리트(Race Street)로 방향을 튼다.
- 센트럴 파크웨이(Central Parkway)까지 레이스 스트리트를 따라 이동하여 동쪽으로 방향을 튼다.
- 월넛 스트리트(Walnut Street)에서 남쪽으로 방향을 튼 뒤 계속 이동하여 프리덤 웨이로 돌아온다.

#### 노선 연장 계획
예비 타당성 조사에서 제시한 연장 노선은 다음과 같다.
- 신시내티 대학교와, 신시내티 동식물원과, 클리프턴(Clifton) 등 신시내티 외곽 지역을 잇는 노선.

- 웨스트 엔드를 지나 신시내티 종합 터미널을 잇는 노선.

- 버려진 선로를 이용하여 이스트 엔드(East End)를 잇는 노선.

- 테일러 사우스게이트 다리(Taylor-Southgate Bridge)를 건너 뉴포트(Newport)의 레비의 뉴포트를 잇는 노선.

오하이오 강 건너편의 뉴포트(Newport)와 커빙턴(Covington) 시는 공식적으로 신시내티 시의 노면 전차 계획을 지지하면서, 노면 전차 노선이 완공되면 신시내티의 노면 전차와 연결되는 노면 전차 노선을 건설할 의향이 있다.
2008년 4월 23일에 신시내티 시의회는 표결에서 6:2의 비율로 신시내티 도심과 오버 더 라인과 외곽을 연결하는 노선의 건설을 통과시켰다. 원래 신시내티 시는 오버 더 라인과 도심을 연결하는 노선을 1단계에 건설하고, 그 다음에 교외 연결선을 2단계에 건설하기를 원하였다. 그러나 시의회의 대다수는 두 노선을 모두 1단계에 건설하기를 원하였다. 첫 노면 전차 노선은 2011년이나 2012년 이전에는 개통되지 않을 것이다.
외곽 연장선은 아직 결론이 나지 않았으나, 가장 가능성이 있는 후보로는 바인 스트리트(Vine Street)의 언덕이나 웨스트 클리프턴 애버뉴(West Clifton Avenue)를 지나는 노선이 있다. 바인 스트리트는 옛 노면 전차의 경로였으나, 도로 서쪽의 "매우 가파른 언덕"과 도로 동쪽의 시립 공원과 초등학교 때문에 웨스트 클리프턴 애버뉴에 비하여 개발 부지가 적다. 웨스트 클리프턴 애버뉴는 클리프턴 하이츠를 지나는데, 신시내티 대학교의 학생들이 집중되어 있어 도시에서 가장 밀집한 지역 중 하나이다. 최종적인 외곽 지역 노선은 웨스트 클리프턴 애버뉴가 노면 전차를 운행하기에 너무 가파른가 하는 것과, 어느 노선이 연방 정부의 예산을 더 얻어낼 수 있는가 하는 것에 달릴 것이다. 다른 외곽 지역 노선들 중 채택될 가능성이 덜한 것으로는, 레이빈 스트리트(Ravine Street)이나 길버트 애버뉴(Gilbert Avenue)의 노선이 있다.

### 비용·재원
신시내티 도심과 오버 더 라인을 잇는 노선에는 1억 200만 달러가 소요된다. 신시내티 도심과 오버 더 라인과 신시내티 대학교를 잇는 노선에는 1억 2800만 달러가 소요된다 신시내티 도심, 오버 더 라인, 신시내티 대학교, 외곽 지역, 동물원을 모두 잇는 노선에는 1억 8500만 달러가 소요된다. 도심과 오버 더 라인을 잇는 노선의 비용 추정치에는 약 7.2km의 선로 및 고가 전차선(선로 자체와 유지·보수용 모두)과, 전차 6대와, 정류장 18개소와, 전차를 관리하고 정박할 시설뿐만이 아니라, 계획 노선에 쓰일 물품과 관련한 15%에서 25% 정도의 여분이 포함된다.
1억 2000만 달러의 도심~오버 더 라인 간 노선에 투자할 재정은 다양한 재원으로부터 마련된다. 이 가운데 2500만 달러는 채권으로, 2500만 달러는 도심 지역의 재산세를 바탕으로 한 조세담보금융(TIF)으로, 3100만 달러는 개인 기부자와 사업 협력자와 후원자로부터, 1100만 달러는 블루 애시 공항(Blue Ash Airport)의 영업 수익으로, 1000만 달러는 주 정부 보조금으로 충당된다. 남는 8000만 달러에서 8500만 달러는 나머지 외곽 지역 노선을 위한 것으로 나중에 짓기로 계획된 것이며, 대부분 연방 정부의 예산이 투입된다.
그러나 시의회는 노면 전차 계획을 승인하고 난 뒤에는, 추가로 3500만 달러를 마련하여 신시내티 대학교까지 노선을 연장하기로 하였다. (언덕을 올라가는 구간은 평지를 지나는 구간보다 설계·시공 비용이 더 많이 소요된다.) 다만 추가되는 3500만 달러로는 노면 전차 노선을 신시내티 대학교까지만 연장할 뿐, 신시내티 동물원까지 연장하지는 않을 것이다.
신시내티 도심~오버 더 라인 간의 노선에 대한 연간 운영 비용은 200만 달러에서 270만 달러로 예상되었다. 이 예상치에는 노면 전차 차량의 운전과, 차량, 선로 등 설비의 유지·
관리와, 서비스에 대한 경영과 행정 업무에 필요한 노동력이 포함된다. 운영 비용 중 일부분은 운임이 있을 때에는 그것으로 충당한다. 운임 정책은 아직 정해지지 않았으며, 현재의 버스 요금(2009년을 기준으로 1달러 50센트)부터 무료까지 모두 가능하다. 시의원 크리스 보츠(Chris Bortz)에 따르면 남는 운영 비용은 다양한 방법으로 충당되는데, 대부분은 차량 안팎에 실릴 광고로부터 얻는 수익이 될 것이며, 이는 신시내티의 노선 버스에 실린 광고와 마찬가지이다.
2008년~2009년의 심각한 경기 침체 때문에 신시내티 시는 개인의 출자로 마련해야 하는 3500만 달러를 모두 달성하는 데에 어려움을 겪었으나, 듀크 에너지에서 3500만 달러를 기부하기로 약속하였다. 한편 신시내티 시의 임원은 몇 차례 워싱턴으로 가서 노면 전차 건설을 위한 자금을 획득하기 위하여 로비를 벌였다.
2010년 5월을 기준으로 신시내티 시는 9000만 달러 이상 재정을 확보하였으며, 2010년 여름의 연방 정부 보조금으로 나머지 금액을 충당하기를 기대하고 있다.
- 오하이오 교통 검토·자문 위원회(TRAC, Transportation Review Advisory Council)에서 1500만 달러[23]

- 신시내티 시 채권 발행으로 6400만 달러[24]

- 지역 재정으로 2600만 달러[25]

- 오하이오주 교통부(ODOT, Ohio Department of Transportation)에서 1500만 달러[25]

- 오하이오·켄터키·인디애나 지역 행정 위원회(Ohio-Kentucky-Indiana Regional Council of Governments)에서 400만 달러[25]

- 미국 교통부의 도시권 재정 지원 프로그램에서 2500만 달러[26]

### 노면 전차에 대한 논란

#### 시민단체와 언론의 반응
과다 지출 및 세금 징수 반대 연합(COAST, Coalition Opposed to Additional Spending and Taxes)과 미국 흑인 지위 향상 협회(NAACP, The National Association for the Advancement of Colored People)는 모두 새 노면 전차의 건설에 반대한다. 두 단체는 서명을 모집하여 시의 법을 수정하여 노면 전차에 대한 주민투표를 강제하는 내용의 주민투표를 발의하였다. 그러나 수정안은 노면 전차에만 영향을 미칠 뿐만이 아니라 어떠한 철도 계획에도 투표를 강제하게 되는데, 이에는 이미 계획된 신시내티와 콜럼버스 및 클리블랜드를 연결하는 고속 철도 노선과, 잠재적으로는 신시내티 동식물원의 "사파리 열차"마저 포함되게 된다.
수정안이 노면 전차에 대한 표결로 자주 거론되자 지역 언론 신시내티 시티비트(Cincinnati CityBeat)는 수정안을 "기만적"이며 "COAST의 시들해진 정치적 영향력"을 뒤집어 보려는 시도라고 말하였다. (여기에서 COAST는 "광적으로 반대중교통적"이라고 묘사되었다.) 반면에 지역 언론 신시내티 인콰이러(The Cincinnati Enquirer)도 신시내티 시가 아직 노면 전차를 운용할 만한 준비가 되어 있지 않다고 판단하여, 제안된 수정안을 "표현과 의도가 기만적인 독약"이라고 독약"이라고 일컬었다.
"진보를 위한 신시내티 시민"이라는 이름의 정치 행동 위원회가 조직되어 COAST와 NAACP가 발의한 수정안을 반대하였다. 진부를 위한 신시내티 시민에 따르면, 수정안은 불필요하게 계획을 시가 주민투표를 기다리느라 10개월에서 12개월 정도 지연시켜, 신시내티를 다른 도시와의 경쟁에서 불리하게 할 것이라고 한다.. 그러나 2009년 11월 3일의 지역 투표에서는, 두 시민단체가 제안한 도시 헌법 수정안은 56:44의 비율로 기각되었다.

#### 찬성 논거
- 오리건 주의 포틀랜드는 5700만 달러를 사용하여 노면 전차를 건설하였으며, 투자액에서 16억 달러를 회수하였다. 연구에 따르면 신시내티 노면 전차에 대한 투자는 거의 30억 달러에 가까운 개발 이익을 창출할 것이라고 한다.[35]

- 한 경제 효과 분석에 따르면 편익 대 비용 비율이 다음 10년에 14:1이 될 것이라고 하였다.[9]

- 신시내티 대학교의 교육 및 연구를 위한 경제 센터(Economics Center for Education & Research)는 독립적으로 2007년 노면 전차 연구에 대한 분석과 예상을 입증하였다.[15][29]

- 도심과 오버 더 라인 지역에 걸쳐 0.39km2 면적의 주차장이 연선 400m 이내의 지역에 있으며, 이는 개발 잠재성이 매우 높다.[2]

- 대개 최근의 오버 더 라인 지역에 대한 투자는 노면 전차가 지어질 것이라는 믿음에 기초한 것이다. 록우드 도자기 공장은 코리빌(Corryville)의 글렌도라 애버뉴(Glendora Avenue)에서 오버 더 라인 핀들레이 마켓(Findlay Market) 근처의 레이스 스트리트 이사하였는데, 이는 그럼으로써 공장이 노면 전차 경로에 있게 하려는 것이다.[36]

- 지역에 있는 모든 사람들은 늘어난 시의 중심부에 대한 투자로 이익을 보게 되는데, 이는 그 곳이 시내 직장의 대부분이 있는 곳이기 때문이다.[9]

- 노면 전차의 경제적 효과는 인재를 유치하는 데에 도움을 주고 일자리를 창출하고 지역 사회의 감각을 창조할 것이다. 이는 신시내티 시가 세계 시장에서 경쟁력이 있는 채로 남아 있는 데에 필요하다.[9]

- 노면 전차는 그 자체로 대학을 졸업한 뒤 어디에 살지 결정할 수 있는 젊은 전문가들을 유치하는 데에 도움을 줄 것이다.

- 오버 더 라인은 75% 정도가 비어 있는데 노면 전차는 지역의 인구 밀도를 증가시키는 데에 도움을 줄 것이다.[9]

- 46개 도시가 노면 전차를 운영하고 있거나, 노면 전차를 건설하려고 하고 있다.[35]

#### 반대 논거
- 노면 전차가 오리건 주의 포틀랜드에서 그랬던 것처럼 신시내티에서도 효과적일 것이라는 보장은 없다.[35]

- 노면 전차에 반대하는 사람들은 시 정부가 노면 전차에 재정을 지출하는 대신에, 우선 도로를 보수하고 주변 업무 지구를 지원해야 한다고 주장한다.[37]

- 시 정부는 소수의 사람들에게 혜택을 주려고 많은 재정을 지출하고 있다.[9]

## 같이 보기
- 신시내티 지하철